# Saint-Chaffrey

Saint-Chaffrey este o comună în departamentul Hautes-Alpes, Franța. În 1 ianuarie 2022 avea o populație de 1.504 de locuitori.